# Société mathématique finlandaise
La Société mathématique finlandaise (en finnois, Suomen Matemaattnnen Yhdistys Ry, SMY) est fondée en 1868. Elle publie un magazine, Silmu. organise des congrès annuels en Finlande et des conférences scandinaves de mathématiques et une conférence Matemaatik Kopäivät en rotation avec les trois autres pays scandinaves, tous les deux ans.

## Présentation
Lorenz Lindelöf (en), professeur de mathématiques à l'université d'Helsingfors, est nommé président de l'association le 20 novembre 1868 lors de la réunion de fondation. Ernst Leonard Lindelöf est nommé président de 1903. En 1978, la société finlandaise accueille le congrès international des mathématiciens à Helsinki, Rolf Nevanlinna en est le principal organisateur.
Avec la Société finlandaise de physique (SFS), la SMY publie la revue Arkhimedes avec cinq numéros par an, les articles sont en finnois avec un résumé en anglais. Son bulletin s'appelle Eukledes. Avec les autres sociétés mathématiques scandinaves, elle publie Mathematica Scandinavica et Nordisk Matematisk Tidskrift.

## Organisation
Le siège de la société est à l'université d'Helsinki. Le SMY compte environ 350 membres. En 1978, elle organise le Congrès international des mathématiciens (ICM) à Helsinki (dirigé par Olli Lehto, Rolf Nevanlinna, Olli Lokki, Ilppo Simo Louhivaara).

## Personnalités de la SMF
- Lars Ahlfors
- Olli Lehto
- Ernst Leonard Lindelöf
- Lorenz Lindelöf (en)
- Pekka Myrberg
- Rolf Nevanlinna
- Inkeri Simola